# 芬尼·克罗斯贝
范妮·克罗斯比，又译芬尼·克罗斯贝（Frances Jane Crosby，又名Fanny Crosby，1820年3月24日—1915年2月12日）是一位知名的基督教赞美诗歌词作者。美国人。她是历史上最多产的赞美诗作者之一，从幼年起共写了超过8,000首赞美诗，尽管她是一位盲人。在她活着的时候，范妮·克罗斯比是美国最知名的妇女之一。 
直到今天，绝大多数的美国赞美诗集都收入她的作品。她最著名的一些歌曲包括“有福的确据，基督属我"（Blessed Assurance） 、“耶稣发慈声要召你回来（Jesus Is Tenderly Calling You Home）” 、“这个真是何等甘美的故事”（Praise Him, Praise Him）和“荣耀归于父神（To God be the Glory）”。一些出版商不愿在诗集中收入同一位作者太多的作品，克罗斯比在她一生中使用将近100个不同的笔名。

## 早年
范妮·克罗斯比出生在美国纽约州普兰县的东南小镇一个贫穷的家庭，父母是约翰和默西。在6周时，她因感冒引起眼睛发炎，家庭负担不起进医院的费用，一个上门的庸医推荐用热的膏药治疗，而这弄坏了范妮的眼睛。但范妮在她的自传中说：『那位大夫知道後便逃之夭夭，....但我活到現在，從來就沒有一刻恨過那位大夫，因我一直知道，慈愛的神，曾藉祂無限的慈愛與奇妙的旨意，....使我還能有機會事奉祂』
他的父亲在她一岁时就去世了，因此她是由母亲和祖母抚养长大。她们用基督教原则教育克罗斯比，例如，要求她记住大段的圣经。克罗斯比成为纽约市圣约翰卫理公会教堂的活跃成员。
15岁时，克罗斯比被纽约盲人学校（今纽约特殊教育学校）录取。她在那里共7年时间，在这期间她学习钢琴、吉他和歌唱。在1843年，她加入了华盛顿的游说者行列，争取对盲人教育的支持。从1847年到1858年，克罗斯比在纽约的学校里教英文和历史。1858年，她嫁给一个盲人音乐教师亚历山大（Alexander Van Alstyne）。由于丈夫的坚持，她继续使用她的婚前姓氏。他们有一个女儿弗兰西斯，在幼年就夭折了。亚历山大也在1902年7月19日去世。

## 早期写作生涯
克罗斯比8岁时大家就发现她写诗。她第一部出版作品是一个盲人女孩的诗歌（1844年），接着又出版了蒙特雷的诗歌 （1853年）和哥伦比亚的花环（1858年）。

## 失明
克罗斯比从不抱怨她的残疾。在8岁时她对自己的状况写下了这些诗句:
哦，我的灵魂何等欢喜，
尽管我无法看见；
我已定规在这尘世
我要发奋自强不息。
我欢喜发出许多赞美，
其他人却无法如此；
我不会，我也不愿，
因失明而哭泣叹息。

## 写作赞美诗的生涯
1863年，克罗斯比创作了她的第一首赞美诗“这是马其顿的呼声”。后来，她为包括菲利普·菲利普斯、杜安博士（W. H. Doane）、桑基（Ira D. Sankey）等许多作曲家谱写歌词。在她去世之前，至少写过8,000首赞美诗。

## 声望
克罗斯比当时非常出名，经常受到美国总统的接见。在1885年，她在尤里西斯·格兰特总统的葬礼上演唱赞美诗“安稳在耶稣手臂（Safe in the Arms of Jesus）”。
当她去世时，她的墓碑上写着“范妮阿姨”和“有福的确据，基督属我。预尝神荣耀，何等快活！” 。以利莎用这首诗纪念范妮：
这里的乡村充满诗歌与阳光，
我们的百灵展开她的翅膀，
她在黑暗中歌唱已经太久
现今去往美丽的光中歌唱。
克罗斯比安葬在康涅狄格州的布里奇波特。1975年进入福音音乐名人厅。

## 作品列表（部分）
- “恳求救主格外垂听（Pass Me Not, O Gentle Saviour）” --1868年，杜安作曲
- “这个真是何等甘美的故事（赞美祂！赞美祂！，Praise Him, Praise Him）”--1869年， C.G.爱伦作曲
- “求主使我近十架（Near the Cross）”--1869年，杜安作曲
- “速兴起传福音（Rescue the Perishing）”--1869年，杜安作曲
- “明亮的未来（The Bright Forever）”--1871年，H.P.梅因作曲
- “有福的确据，基督属我（Blessed Assurance）”--1873年，P.耐普作曲
- “靠近主（Close to Thee）”--1874年，S.J.维尔作曲
- “一路我蒙救主引领（All the Way My Savior Leads Me）”--1875年，R.洛利作曲
- “主，我是属你（I Am Thine, O Lord）”--1875年，杜安作曲
- “荣耀归于父神（To God Be the Glory）”--1875年，杜安作曲
- “救主比生命更宝贵（Saviour, More Than Life to Me）”--1875年，杜安作曲
- “安稳在耶稣手臂（Safe in the Arms of Jesus）”--1878年，杜安作曲
- “告诉我耶稣的故事（Tell Me the Story of Jesus）”--1880年，J.R. 斯文迪作曲
- “救赎（Redeemed, How I Love to Proclaim It）”--1882年， W.J. 科克帕特里克
- “耶稣发慈声要召你回来（Jesus Is Tenderly Calling You Home）”--1883年，G. C.斯特宾斯作曲
- “ 第一羨慕是救主（My Savior First of All）”--1891年，J. 斯文迪作曲